# Буштрук, Даниил Иванович
Даниил Иванович Буштрук (1909—1958) — советский военачальник, участник Великой Отечественной войны, Герой Советского Союза (23.10.1943). Полковник (1944).

## Биография
Даниил Буштрук родился 6 апреля 1909 года в селе Воздвиженка (ныне — Уссурийский район Приморского края) в крестьянской семье. Окончил девять классов школы в 1925 году, после чего работал в Уссурийске в кустарных мастерских, ремонтным рабочим на железной дороге, с 1929 — мастером шорного дела кожевенного завода на станции Аксайская Дальневосточного края.
В сентябре 1930 года по комсомольской путёвке был направлен в Красную Армию. Окончил Владивостокскую пехотную школу в 1933 году. В 1931 году вступил в ВКП(б). С декабря 1933 года служил командиром взвода в 280-м стрелковом полку 94-й стрелковой дивизии Сибирского военного округа (Красноярск). С сентября 1934 года служил в 16-м отдельном горнострелковом батальоне Нижне-Амурского укрепрайона Особой Краснознамённой Дальневосточной армии: командир взвода, политрук роты, командир полуроты. Затем служил в том же укрепрайоне в должностях помощника начальника штаба 15-го отдельного горнострелкового батальона (с сентября 1937), с марта 1939 — начальника батальонной школы младшего комсостава, с января 1940 — начальником штаба батальона. В ноябре 1940 года переведён в 192-й стрелковый полк 12-й стрелковой дивизии 2-й Краснознаменной армии Дальневосточного фронта (полк дислоцировался в Благовещенске), где служил адъютантом старшим батальона, с сентября 1941 — начальником полковой школы младших командиров. В марте 1942 года капитана Д. И. Буштрука назначили начальником штаба 1384-го стрелкового полка 96-й стрелковой дивизии Дальневосточного фронта на станции Завитая Амурской области. В июле 1942 года дивизия начала переброску на фронт.
С августа 1942 года — на фронтах Великой Отечественной войны. Первоначально полк и дивизию передали в 21-ю армию Сталинградского фронта, в которой они дрались севернее Сталинграда на плацдарме у города Серафимович. В ноябре капитан Буштрук стал командиром 1384-го стрелкового полка, во главе его в составе Донского фронта отличился при контрнаступлении советских войск под Сталинградом и ликвидации окружённой немецкой 6-й армии в Сталинграде. После победы под Сталинградом полк стал 200-м гвардейским стрелковым полком. Его передали в 24-ю армию Степного военного округа. С начала августа 1943 года полк вновь вступил в бой на Воронежском фронте, хорошо показав себя в Белгородско-Харьковской и Сумско-Прилукской наступательных операциях.
Командир 200-го гвардейского стрелкового полка 68-й гвардейской стрелковой дивизии 40-й армии Воронежского фронта гвардии подполковник Даниил Иванович Буштрук особо отличился в битвы за Днепр. В ночь с 24 на 25 сентября 1943 года организовал переправу полка на собранных рыбацких лодках и самодельных плотах через Днепр в районе села Балыко-Щучинка Кагарлыкского района Киевской области Украинской ССР и захватил плацдарм на его западном берегу. Не давая врагу опомниться, в ночном бою захватил господствующую укреплённую немцами прибрежную высоту. В течение пяти последующих дней полк упорно оборонял плацдарм, отбивая в день по несколько контратак и уничтожив свыше 700 вражеских солдат и офицеров. Более того, 28 сентября полк ещё раз совершенно внезапно для противника перешёл в атаку и захватил ещё одну высоту, с которой немцы корректировали огонь артиллерии по переправе. В этих боях лично показывал пример мужества бойцам, несколько раз в критические моменты водил бойцов в атаки.
Указом Президиума Верховного Совета СССР от 23 октября 1943 года «за успешное форсирование реки Днепр южнее Киева, прочное закрепление плацдарма на западном берегу реки Днепр и проявленные при этом отвагу и геройство» гвардии подполковнику Даниилу Ивановичу Буштруку присвоено звание Героя Советского Союза с вручением ордена Ленина и медали «Золотая Звезда».
Там же на Днепре в октябре 1943 года был тяжело ранен. После выхода из госпиталя в январе 1944 года назначен командиром 8-го армейского запасного стрелкового полка. На 1-м и 4-м Украинских фронтах полк участвовал в Проскуровско-Черновицкой, Львовско-Сандомирской и Карпатско-Дуклинской наступательных операциях. Причём не только готовил кадры для передовых частей, но и зачастую в трудные моменты полк направлялся командованием на передовую.
21 декабря 1944 года полковник Д. И. Буштрук назначен командиром 121-й стрелковой дивизии 52-го стрелкового корпуса 38-й армии 4-го Украинского фронта. В тяжелейших условиях горной местности успешно действовал при прорыва мощных линий обороны противника в Западно-Карпатской и Моравско-Остравской наступательных операциях. За успешное проведение этих боёв 121-я стрелковая Рыльско-Киевская Краснознаменная дивизия была награждена орденами Суворова и Богдана Хмельницкого II степени, а её командир Герой Советского Союза полковник Д. И. Буштрук удостоен второго ордена Красного Знамени.
Но встречать Победу и получать этот орден отважному командиру пришлось в госпитале — в бою 3 апреля 1945 года он был вторично тяжело ранен. Только в конце июля 1945 года его выписали из госпиталя, несколько месяцев он был в распоряжении Главного управления кадров Наркомата обороны СССР, восстанавливая здоровье в санатории. Затем продолжил службу в Советской Армии. С марта 1946 года он учился на курсах усовершенствования командиров стрелковых дивизий при Военной академии имени М. В. Фрунзе, после их окончания в январе 1947 года назначен заместителем командира 20-й отдельной пулемётно-артиллерийской бригады Закавказского военного округа. С мая 1947 года — командир 30-го отдельного пулемётно-артиллерийского полка этого округа, размещавшегося в городе Эчмиадзин Армянской ССР. С марта 1951 года — командир 974-го стрелкового полка 261-й стрелковой дивизии 7-й гвардейской армии того же округа (Ленинакан). С января 1953 — заместитель командира по тылу, а с декабря 1954 — начальник тыла 17-й пушечной артиллерийской бригады 10-й гвардейской пушечной артиллерийской дивизии Резерва Главного Командования (Закавказский военный округ). В январе 1956 года полковник Д. И. Буштрук уволен в запас.
Вернулся на свой родной Дальний Восток, проживал и работал в городе Благовещенске Амурской области. Затем по состоянию здоровья переехал в Куйбышев. Но фронтовые раны дали о себе знать. 
Скончался 19 сентября 1958 года на 50-м году жизни. Похоронен на городское кладбище Самары.

## Награды
- Медаль «Золотая Звезда» Героя Советского Союза (25.10.1943);
- Орден Ленина (25.10.1943);
- Три ордена Красного Знамени (21.05.1943, 22.02.1945, 17.05.1951);
- Орден Красной Звезды (30.05.1945);
- Медаль «За боевые заслуги» (3.11.1944);
- Медаль «За оборону Сталинграда» (1943);
- Другие медали.